# Myles Gaskin
Myles Gaskin (geboren am 15. Februar 1997 in Lynnwood, Washington) ist ein US-amerikanischer American-Football-Spieler auf der Position des Runningbacks. Er spielte College Football für die University of Washington und stand zuletzt bei den Jacksonville Jaguars in der National Football League (NFL) unter Vertrag. Zuvor spielte Gaskin vier Jahre lang für die Miami Dolphins, zwei Jahre lang für die Minnesota Vikings, sowie kurzzeitig bei den Los Angeles Rams.

## College
Gaskin besuchte die O′Dea High School in Seattle. Dort spielte er Football als Runningback und wurde auch als Return Specialist eingesetzt. Zudem war er als Leichtathlet aktiv. Ab 2015 ging er auf die University of Washington, um College Football für die Washington Huskies zu spielen. Bereits als Freshman war er Starter bei den Huskies. Gaskin erlief in seinen vier Jahren als Starter jeweils über 1000 Yards und war der statistisch erfolgreichste Runningback in der Geschichte der Huskies. Er erlief insgesamt 5323 Yards und 57 Touchdowns. Trotz einer Schulterverletzung in der Saison 2017 verpasste Gaskin in seiner Zeit für Washington nur zwei Spiele. In der Spielzeit 2016 wurde er in das All-Star-Team der Pacific-12 Conference gewählt.

## NFL
Gaskin wurde im NFL Draft 2019 in der siebten Runde an 234. Stelle von den Miami Dolphins ausgewählt. Als Rookie wurde Gaskin in der ersten Saisonhälfte zunächst nicht in den aktiven Kader berufen. Nachdem Kenyan Drake per Trade an die Arizona Cardinals abgegeben worden war und Kalen Ballage verletzungsbedingt ausfiel, kam Gaskin am 10. Spieltag gegen die Indianapolis Colts zu seinem NFL-Debüt. Er erzielte in der Saison insgesamt 133 Yards bei 36 Laufversuchen. Am 16. Spieltag gelang Gaskin mit einem Lauf für zwei Yards gegen die Cincinnati Bengals sein erster Touchdown in der NFL. Wegen einer Knöchelverletzung verpasste er das letzte Spiel der Saison.
Zu Beginn der Saison 2020 konnte Gaskin sich gegen Matt Breida und Jordan Howard als Starter durchsetzen. Wegen einer Knieverletzung verpasste Gaskin vier Partien, zudem musste er wegen eines positiven Tests auf COVID-19 zwei Wochen aussetzen. In zehn Spielen kam Gaskin bei 142 Läufen auf 584 Yards und fing 41 Pässe für 388 Yards. Dabei erzielte er fünf Touchdowns. Sein statistisch bestes Spiel hatte Gaskin am 16. Spieltag gegen die Las Vegas Raiders mit 87 Rushing-Yards und 82 Receiving-Yards.
Gaskin ging als Starter in die Saison 2021, dabei kam erlief er bei 173 Versuchen 612 Yards und drei Touchdowns, zudem fing er 49 Pässe für 234 Yards und vier Touchdowns. Gegen Ende der Saison sah Gaskin nur noch wenig Spielzeit und wurde durch Duke Johnson ersetzt. In der Saison 2022 spielte Gaskin hinter den Neuzugängen Raheem Mostert und Chase Edmonds, der zur Saisonmitte durch Jeff Wilson Jr. ersetzt wurde, kaum eine Rolle und absolvierte lediglich 10 Läufe für 26 Yards.
Im Rahmen der Kaderverkleinerung vor Beginn der Saison 2023 wurde Gaskin von den Dolphins entlassen. Daraufhin wurde er am 31. August 2023 von den Minnesota Vikings unter Vertrag genommen. Er kam in einem Spiel zum Einsatz, verzeichnete aber keinen Lauf oder gefangenen Pass. Am 18. Oktober 2023 nahmen die Los Angeles Rams Gaskin aus dem Practice Squad der Vikings heraus unter Vertrag. Gaskin kam am achten Spieltag gegen die Dallas Cowboys für sechs Snaps in den Special Teams zum Einsatz und wurde wenig später wieder entlassen. Am 14. November 2023 nahmen die Vikings ihn wieder in ihren Practice Squad auf. Nach einem weiteren Special-Teams-Einsatz für die Vikings unterschrieb er am 9. Januar 2024 für die Saison 2024 erneut in Minnesota. Dort spielte er 2024 kaum eine Rolle. Er stand in fünf Spielen auf dem Feld, dabei fing er einen Pass und absolvierte drei Läufe. Gaskin wurde am 3. Dezember 2024 entlassen. Eine Woche später schloss er sich dem Practice Squad der Jacksonville Jaguars an. Nach der Saison lief sein Vertrag aus, ohne dass er für die Jaguars in einem Spiel zum Einsatz gekommen war.

### NFL-Statistiken
| Saison                             | Team  | Spiele | Spiele | Rushing | Rushing | Rushing | Rushing | Rushing | Receiving | Receiving | Receiving | Receiving | Receiving | Fumbles | Fumbles |
| Saison                             | Team  | GP     | GS     | Att     | Yds     | Avg     | Lng     | TD      | Rec       | Yds       | Avg       | Lng       | TD        | Fum     | Lost    |
| ---------------------------------- | ----- | ------ | ------ | ------- | ------- | ------- | ------- | ------- | --------- | --------- | --------- | --------- | --------- | ------- | ------- |
| 2019                               | MIA   | 7      | 0      | 36      | 133     | 3,7     | 27      | 1       | 7         | 51        | 7,3       | 20        | 0         | 0       | 0       |
| 2020                               | MIA   | 10     | 7      | 142     | 584     | 4,1     | 26      | 3       | 41        | 388       | 9,5       | 59        | 2         | 2       | 2       |
| 2021                               | MIA   | 17     | 10     | 173     | 612     | 3,5     | 30      | 3       | 49        | 234       | 4,8       | 24        | 4         | 2       | 1       |
| 2022                               | MIA   | 4      | 0      | 10      | 26      | 2,6     | 10      | 0       | 4         | 28        | 7,0       | 16        | 0         | 0       | 0       |
| 2023                               | MIN   | 2      | 0      | 0       | 0       | –       | 0       | 0       | 0         | 0         | –         | 0         | 0         | 0       | 0       |
| 2023                               | LAR   | 1      | 0      | 0       | 0       | –       | 0       | 0       | 0         | 0         | –         | 0         | 0         | 0       | 0       |
| 2024                               | MIN   | 5      | 0      | 3       | −1      | −0,3    | 2       | 0       | 1         | 11        | 11,0      | 11        | 0         | 0       | 0       |
| Total                              | Total | 46     | 17     | 364     | 1354    | 3,7     | 30      | 7       | 102       | 712       | 7,0       | 59        | 6         | 4       | 3       |
| Quelle: pro-football-reference.com |       |        |        |         |         |         |         |         |           |           |           |           |           |         |         |